# Luciano Monticolo
Luciano Monticolo (Umago, 8 settembre 1946) è un ex calciatore italiano, di ruolo terzino o libero.

## Carriera
Cresciuto nella giovanili della Ponziana, squadra di Trieste, nel 1966 si è trasferito alla Sampdoria senza però riuscire a esordire in prima squadra in Serie A, ma disputando una partita in Coppa Italia. Ha disputato i suoi primi campionati professionistici grazie all'Arezzo con cui ha conquistato la promozione in Serie B nella stagione 1968-1969.

Monticolo (in piedi, terzo da destra) al Napoli nella stagione 1969-1970

Nell'estate del 1969 è stato acquistato dal Napoli, con cui ha esordito in Serie A il successivo 14 settembre in occasione della sconfitta esterna contro il Lanerossi Vicenza, per poi disputare da titolare (26 presenze e una rete nella vittoria interna per 1-0 sempre contro i berici) il campionato 1969-1970 chiuso dai partenopei al sesto posto.
Nella stagione successiva gli incontri disputati sono scesi a 14 sicché a fine stagione è ceduto al Catanzaro, che si accingeva a disputare il primo campionato di Serie A della sua storia. Nel mese di novembre, senza essere mai sceso in campo in campionato, è passato al Milan. Coi rossoneri ha giocato due soli incontri, di cui uno in campionato, aggiudicandosi comunque la Coppa Italia 1971-1972.
A fine stagione è tornato a Catanzaro dove ha giocato da titolare due tornei di Serie B, per poi passare alla Triestina, con cui ha disputato una stagione in Serie D e una in Serie C.
In carriera ha collezionato complessivamente 41 presenze in Serie A, segnando il gol di cui si è detto, e 68 presenze in Serie B.

## Palmarès

### Club

#### Competizioni nazionali
- Campionato italiano di Serie B: 1

Sampdoria: 1966-1967
- Campionato italiano Serie C: 1

Arezzo: 1968-1969 (girone B)
- Coppa Italia: 1

Milan: 1971-1972